# 臺灣省發掘打撈日人埋沉物資監理委員會
臺灣省發掘打撈日人埋沉物資監理委員會為1955年台灣省政府成立之附屬機關，機關成立法源為《台灣省發掘打撈日人埋沉物資辦法》與《臺灣省發掘打撈日人埋沉物資監理委員會組織規程》，置委員數名、主任委員一名，主要功能即受理來自民間的打撈申請，打撈標的物則是相傳台灣總督府、台灣軍、居台日籍人士於台灣日治時期倉促結束後大量埋藏於台灣各地的黃金、貨幣或寶物。

## 簡介
委員會適用主要法源《台灣省發掘打撈日人埋沉物資辦法》的主要精義為：
- 掘撈一切工程有關費用，均由掘撈人自行負擔。
- 掘撈人所掘獲之物資，須交由政府統一處理。
- 掘撈人所取得者，為以掘獲物資提成給付之獎金。

委員會成立後，由臺灣省政府委員盧纘祥兼任主任委員。1956年，由台灣軍台籍工兵少將王民寧專任主任委員。1983年王民寧退休後，該委員會也停止運作。
1958年，財政部「47台財稅發第2698號令」認定，掘撈人所取得者為以掘獲物資提成給付之獎金，此仍為政府給與獎金形式之轉變；惟此項變價收入應適用《所得稅法》關於計算其他所得之規定，以其收入額減除必要費用後之餘額，合併個人其他各類所得課徵綜合所得稅。
1972年12月，臺灣省政府「61府人丙字第137575號令」廢止《臺灣省發掘打撈日人埋沉物資監理委員會組織規程》等505種法規。
1990年代，《台灣省發掘打撈日人埋沉物資辦法》合併至行政院發布之《台灣省區統一發掘打撈日人埋藏物資辦法》。而不管新舊法，諸如於臺北市西本願寺、臺北市館前路停車場、臺北縣五股鄉等挖寶申請，均無太出人意料之結果。